# Pelodytes
Pelodytes là một chi động vật lưỡng cư duy nhất trong họ Pelodytidae, thuộc bộ Anura. Chi này có 3 loài và không bị đe dọa tuyệt chủng. Chúng được tìm thấy ở tây nam Châu Âu và Kavkaz.
Chi Pelodytes gồm những loài ếch những loài ếch nhỏ, da mịn, chiều dài đạt khoảng 5 cm
. Chúng được cho là có liên quan chặt chẽ tới Scaphiopodidae và Megophryidae. Không giống như Megophryidae, chúng không dùng màu sắc để ngụy trang, thường là màu xanh lá cây hay nâu.

## Hình ảnh

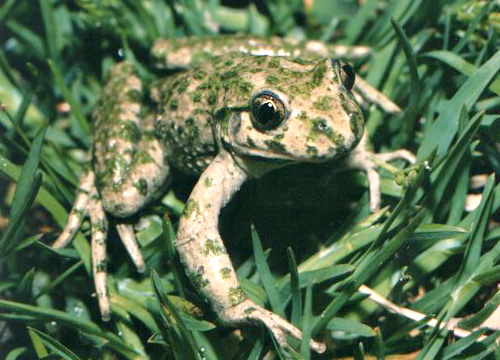
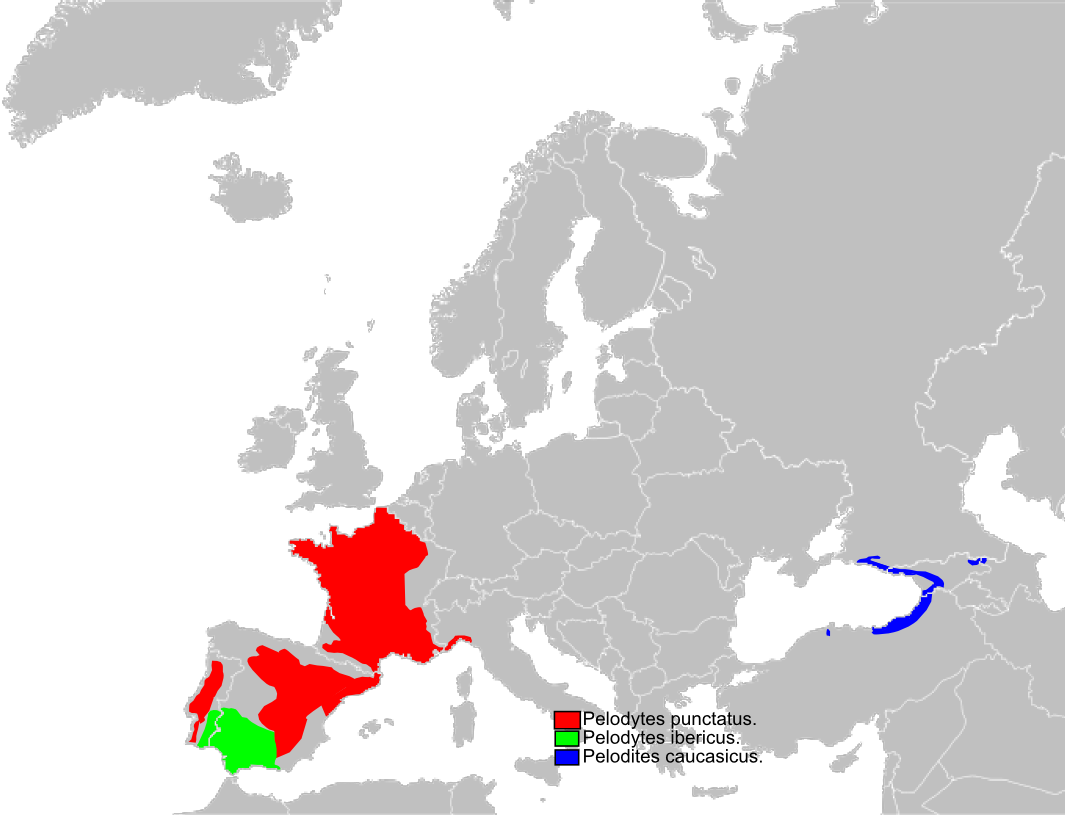
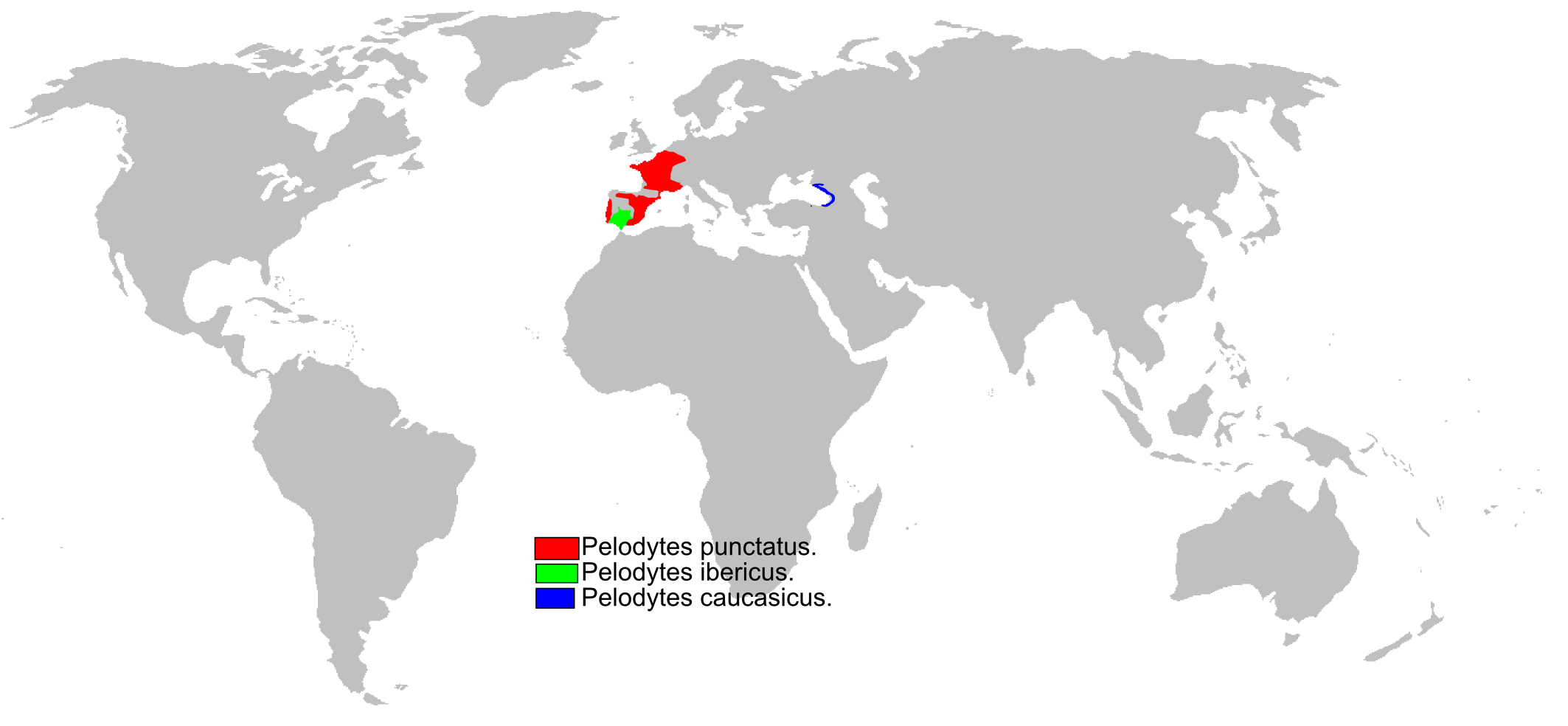

## Phân loại học
- Họ Pelodytidae
  - Chi Pelodytes
    - Pelodytes caucasicus
    - Pelodytes ibericus
    - Pelodytes punctatus